# 安楽寺 (ふじみ野市)
安楽寺（あんらくじ）は、埼玉県ふじみ野市にある天台宗の寺院。

## 歴史
1463年（寛正4年）、円祐によって開山された。ただ境内には「応安七年（1374年）」の宝篋印塔が発見されていることから、それよりも遡る可能性がある。
現在の本尊は、ふじみ野市の文化財に指定されている「阿弥陀如来坐像」である。しかし江戸時代後期の地誌『新編武蔵風土記稿』によれば、本尊は「阿弥陀如来立像」となっている。

## 文化財
- 阿弥陀如来坐像（ふじみ野市指定有形文化財 昭和47年6月1日指定）[3]

## 交通アクセス
- ふじみ野駅より徒歩23分。